# Коэффициент интенсивности напряжений
Коэффициент интенсивности напряжений, КИН, К (англ. Stress Intensity factor) используется в линейной механике разрушения для описания полей напряжений у вершины трещины. Само определение К возникло из рассмотрения задачи о напряжениях в теле с трещиной. Поле напряжений у вершин трещины имеет сингулярность вида {\displaystyle 1/{\sqrt {r}}}, где r — расстояние от вершины трещины до точки, напряжение в которой рассматривается; другими словами, К является мерой сингулярности напряжений в окрестности трещины.
Размерность К в системе СИ — Па√м.
Если у двух тел с трещинами одинаковые значения К, то поля напряжений в окрестности трещины будут одинаковыми. Ирвин предположил, что условие начала распространения трещины можно сформулировать как условия достижения значения коэффициента интенсивности напряжений критического значения, сформулировав тем самым силовой критерий хрупкого разрушения.
Силовой критерий связывает значение К для рассматриваемого тела с трещиной с критическим значением КИН, являющимся характеристикой материала. При статическом нагружении — К1с, который получил название критического КИН или вязкости разрушения.

## Обозначения
Индексы справа внизу используются для обозначения условий нагрузки:
- Kc — критический коэффициент интенсивности напряжений при плоской деформации — значение интенсивности напряжения, при котором распространение трещины становится быстродействующим на участках более тонких, чем те, в которых преобладает плосконапряженное состояние
- KI — коэффициент интенсивности напряжения для условий нагрузки, при которых края трещины смещаются в направлении нормали к плоскости трещины (также известна как открывающая (I) мода деформации)
- KIc — критический коэффициент интенсивности напряжений I моды деформаций
- KII — коэффициент интенсивности напряжения для условий нагрузки, при которых края трещины смещаются в плоскости трещины нормально относительно фронта распространения трещины(также известна как поперечно-сдвиговая (II) мода деформации)
- KIIc — критический коэффициент интенсивности напряжений II моды деформаций
- KIII — коэффициент интенсивности напряжения для условий нагрузки, при котором края трещины смещаются в плоскости трещины  параллельно относительно фронта распространения трещины (также известна как продольно-сдвиговая (III) мода деформации)
- KIIIc — критический коэффициент интенсивности напряжений III моды деформаций
- KId — динамическая вязкость разрушения. Вязкость разрушения, определяемая при динамическом нагружении; используется для аппроксимации Kс для очень вязких материалов
- KISCC — пороговый коэффициент интенсивности напряжений при коррозии под напряжением. Критические значения приобретает в особых условиях
- KQ — временное значение вязкости разрушения при плоской деформации
- Kth — пороговая интенсивность напряжения для трещинообразования от коррозии под напряжением. Критическая интенсивность напряжения в начале трещинообразования от коррозии под напряжением при определённых условиях